# Pakistan la Jocurile Olimpice de vară din 2016
Pakistanul a participat la Jocurile Olimpice de vară din 2016 de la Rio de Janeiro, Brazilia, în perioada 5-21 august 2016. Aceasta a fost cea de-a șaptesprezecea apariție a națiunii la Jocurile Olimpice de vară. Pakistanul nu a mai câștigat nicio medalie de la Jocurile Olimpice de vară din 1992 .
Comitetul Național Olimpic din Pakistan a trimis cea mai mică delegație a națiunii vreodată la Jocurile Olimpice, fiindcă echipa de hochei pe iarbă masculin nu s-a calificat, pentru prima dată într-o ediție olimpică neboicotată. Un total de șapte sportivi, patru bărbați și trei femei, au fost selectați în echipa pakistaneză la patru sporturi diferite. Toți s-au înscris la Jocurile Olimpice, inclusiv prin invitații ale Comisiei Tripartite. Între timp, trăgătorul de pistol cu foc rapid Ghulam Mustafa Bashir⁠(d) a fost nominalizat de Consiliul Sportiv din Pakistan (PSB) pentru a purta steagul națiunii la ceremonia de deschidere. 
Campania olimpică a Pakistanului s-a încheiat pe 15 august, cu o săptămână înainte de încheierea Jocurilor Olimpice, după ce Najma Parveen⁠(d) nu a reușit să treacă de probele preliminare la 200 de metri feminin, făcând-o cea mai proastă performanță a Pakistanului la Jocurile Olimpice. 

## Atletism
Pakistanul a primit permisiunea IAAF pentru a trimite doi sportivi (un bărbat și o femeie) la Jocurile Olimpice.   
| Atlet         | Eveniment      | Proba inițială | Proba inițială | Semifinală   | Semifinală   | Finală       | Finală       |
| Atlet         | Eveniment      | Timp           | Poziție        | Timp         | Poziție      | Timp         | Poziție      |
| ------------- | -------------- | -------------- | -------------- | ------------ | ------------ | ------------ | ------------ |
| Mehboob Ali   | 400 m masculin | 48,37          | 6              | Nu a avansat | Nu a avansat | Nu a avansat | Nu a avansat |
| Najma Parveen | 200 m feminin  | 26.11          | 8              | Nu a avansat | Nu a avansat | Nu a avansat | Nu a avansat |

## Judo
Din Pakistan s-a calificat un judocan la categoria masculină de 100 kg de la Jocurile Olimpice, fiind debutul olimpic al națiunii la judo.
| Atlet                | Eveniment        |                               | Etapa de 32                        | Etapa de 16       | Sferturi de finala | Semifinale        | repechaj          | Finala / BM       | Finala / BM  |
| Atlet                | Eveniment        | Opoziție Rezultat             | Opoziție Rezultat                  | Opoziție Rezultat | Opoziție Rezultat  | Opoziție Rezultat | Opoziție Rezultat | Opoziție Rezultat | Poziție      |
| -------------------- | ---------------- | ----------------------------- | ---------------------------------- | ----------------- | ------------------ | ----------------- | ----------------- | ----------------- | ------------ |
| Shah Hussain Shah⁠(d) | -100 kg masculin | Nu a fost nevoit să participe | Artem Bloshenko⁠(d) (UKR) L 000–100 | Nu a avansat      | Nu a avansat       | Nu a avansat      | Nu a avansat      | Nu a avansat      | Nu a avansat |

## Tir
Pakistanul a primit două invitații din partea Comisiei Tripartite pentru a trimite la Jocurile Olimpice trăgători care să concureze la proba de pistol cu foc rapid la 25 m pentru bărbați și la proba de pușcă cu aer comprimat la 10 m pentru femei.  
| Atlet                    | Eveniment                                   | Calificări | Calificări | Finală       | Finală       |
| Atlet                    | Eveniment                                   | Puncte     | Poziție    | Puncte       | Poziție      |
| ------------------------ | ------------------------------------------- | ---------- | ---------- | ------------ | ------------ |
| Ghulam Mustafa Bashir⁠(d) | Pistol cu foc rapid de 25 m masculin        | 571        | 18         | Nu a avansat | Nu a avansat |
| Minhal Sohail⁠(d)         | Pușcă cu aer comprimat de 10 m pentru femei | 413,2      | 28         | Nu a avansat | Nu a avansat |

## Natație
Pakistanul a primit o invitație din partea FINA pentru a trimite doi înotători (un bărbat și o femeie) la Jocurile Olimpice.   
| Atlet           | Eveniment            | Proba inițială | Proba inițială | Semifinale   | Semifinale   | Finală       | Finală       |
| Atlet           | Eveniment            | Timp           | Poziție        | Timp         | Poziție      | Timp         | Poziție      |
| --------------- | -------------------- | -------------- | -------------- | ------------ | ------------ | ------------ | ------------ |
| Haris Bandey⁠(d) | 400 m liber masculin | 4:33.13        | 50             | -            | -            | Nu a avansat | Nu a avansat |
| Lianna Swan⁠(d)  | 50 m liber feminin   | 29.02          | 64             | Nu a avansat | Nu a avansat | Nu a avansat | Nu a avansat |